# Erich Schmidt-Leichner
Erich Schmidt-Leichner (Berlín, 14 de octubre de 1910-17 de marzo de 1983) fue un jurista alemán que consiguió fama al distinguirse como abogado defensor en los Juicios de Núremberg, además de letrado asistente en el juicio contra Friedrich Flick y en el juicio contra IG Farben. También fue el jurista principal en el Juicio de los Ministerios.

## Biografía
Se distinguió de nuevo como abogado defensor en los años 1950 y 1951 en los procesos de Fráncfort contra homosexuales. Años después, a inicios de los 60, representó a Werner Heyde, jefe acusado de participar en el proceso de Aktion T4, un programa nacionalsocialista de eutanasia involuntaria. A partir de octubre de 1966 representaría a Franz Six, que había sido encontrado culpable en los juicios a los Einsatzgruppen, y ahora volvía a ser investigado por crímenes cometidos por la Oficina Central de Seguridad del Reich.
En 1978, participó en el caso Klingenberg, que tuvo repercusión internacional, pues fue el abogado defensor de los padres de Anneliese Michel, una chica alemana que recibió sesenta y siete ritos de exorcismo católicos en el año antes de su muerte. La corte encontró que había muerto de malnutrición y negligencia médica, por ende los padres fueron encontrados culpables y convictos de homicidio negligente.